# Музей народного быта (Мариуполь)
Музей народного быта — филиал Мариупольского краеведческого музея. Открыт в 1989 году. Расположен по адресу — город Мариуполь, ул. Георгиевская, 55.
Экспозиция музея рассказывает об особенностях повседневной жизни представителей разных национальностей, которые заселили территорию Приазовья с конца XVIII века — украинцев, русских, греков, евреев, немцев, а также об их хозяйственной деятельности, культуре. Музей открылся в 1989 году в доме, где прежде был музей советского партийного и политического деятеля Андрея Жданова, который родился в Мариуполе в 1896 году. До открытия филиала краеведческого музея в Сартане преобладали предметы быта греков-переселенцев. Затем часть экспонатов были переданы туда. С осени 2011 г. апреля 2012 г. в музее проводилась реконструкция,после которой обновились русская экспозиция и выставка, повествующая о жизни приазовских евреев, в экспозиции о быте казачества появились новые экспонаты, найденные во время раскопок в устье реки Кальмиус. В итоге экспозиция музея расширилась до 5 залов. Во дворе музея установили кузнечную и гончарную мастерские, в которых посетители музея могут своими руками попробовать приобщиться к ремеслам. В музее проходят выставки народного быта: бисерных икон, кукол-мотанок и др.